# Hraničné
Hraničné (allemand : Grenzdorf in der Zips ) est un village de Slovaquie situé dans la région de Prešov.

## Histoire
Première mention écrite du village en 1342.

## Démographie

### Évolution de la population
| Année:               | 1994. | 2004.    | 2014.    | 2024.   |
| -------------------- | ----- | -------- | -------- | ------- |
| Nombre de personnes: | 255   | 219      | 187      | 177     |
| Différence:          |       | -14,11 % | -14,61 % | -5,34 % |

| Année:               | 2023. | 2024.   |
| -------------------- | ----- | ------- |
| Nombre de personnes: | 179   | 177     |
| Différence:          |       | -1,11 % |